# 志田基与師
志田 基与師（しだ きよし、1955年 - ）は、日本の社会学者。横浜国立大学大学院環境情報研究院特任教員（教授）。専攻は理論社会学、数理社会学、社会的選択理論。
山形県出身。東京大学文学部社会学科卒業。同大学大学院社会学研究科博士課程単位取得退学。

## 略歴
- 1985年 - 1988年:金沢大学 文学部 講師
- 1988年 - 横浜国立大学 教育学部 助教授
- 2001年 - 横浜国立大学 大学院 環境情報研究院 教授
- 2020年 - 横浜国立大学 大学院 環境情報研究院 特任教員（教授）

## 著書

### 共著
- （橋爪大三郎・宮台真司・今田高俊・盛山和夫・山田昌弘・大澤真幸・伊藤真・副島隆彦・渡部恒三・関口慶太・村上篤直）『小室直樹の世界-社会科学の復興をめざして』（ミネルヴァ書房 2013年）